# 第一頻道 (冰島)
第一頻道（冰島語：Rás 1）是冰島國家廣播公司一條冰島語公共電台頻道，主要播放新聞、時事以及各類文化節目。這條頻道於1930年12月20日以「雷克雅未克電台」（Útvarp Reykjavík）的名義正式開播，成為當地首條和最具歷史的電台頻道，並在1983年12月1日因應同公司第二頻道開播而更改為現時名稱至今。除此之外，第一頻道也是該國擁有較高收聽率的電台頻道之一，並能夠透過調頻廣播、衛星電台與網絡串流方式收聽。